# Kroplowa elektroda rtęciowa

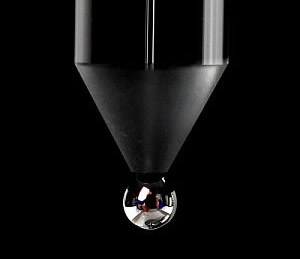
Kroplowa elektroda rtęciowa.

Kroplowa elektroda rtęciowa (KER, ang. dropping mercury electrode, DME) – elektroda pracująca, stosowana w metodach polarograficznych.

## Budowa i zasada działania
KER składa się z kapilary szklanej o średnicy wewnętrznej 0,03–0,1 mm i długości do 10 cm, która jest połączona ze zbiornikiem rtęci. Przepływ rtęci przez kapilarę i wypływanie w postaci kropel, jest determinowane przez ciśnienie hydrostatyczne słupa rtęci.
Równania Poiseuille’a obrazuje zależność wypływającej cieczy od ciśnienia:
{\displaystyle V={\frac {\pi r^{4}tp}{8l\eta }},}
gdzie:
{\displaystyle V} – objętość wypływającej rtęci,
{\displaystyle r} – promień kapilary,
{\displaystyle l} – długość kapilary,
{\displaystyle \eta } – lepkość rtęci,
{\displaystyle p} – ciśnienie hydrostatyczne.
Wielkości charakteryzujące KER, to:
- wydajność kapilary – masa rtęci w mg, wypływającej w czasie 1 sekundy,
- czas trwania jednej kropli – okres w sekundach pomiędzy oderwaniem się dwóch kolejnych kropel rtęci.

Czas trwania kropli zależy od wielu czynników, zatem opracowano układy umożliwiające regulację czasu trwania:
1. Powierzchnia kropli jest odnawiana, a produkty elektrolizy usuwane wraz z kroplą.
2. Natężenie prądu jest bardzo małe, ze względu na małą powierzchnię elektrody. Tylko niewielka ilość jonów ulega elektrolizie, więc skład roztworu się nie zmienia.
3. KER, zanurzona w roztworze wodnym, umożliwia badanie w zakresie napięć: od +0,4 V (rozpoczyna się anodowe rozpuszczanie Hg) do –2,6 V (rozpoczyna się elektroliza wody).

## Inne rodzaje KER
Pewnymi szczególnymi przypadkami kroplowej elektrody rtęciowej są:
- elektroda rtęciowa w postaci wiszącej kropli, czyli tzw. wisząca kroplowa elektroda rtęciowa[1] (ang. hanging mercury drop electrode, HMDE),
- statyczna kroplowa elektroda rtęciowa (ang. static mercury drop electrode, SMDE).

Obie powyższe elektrody to elektrody rtęciowe o specjalnej konstrukcji, które umożliwiają prowadzenie procesu woltamperometrycznego na jednej kropli rtęci.